# Emilio Spedicato
Emilio Spedicato (Milano, 15 aprile 1945) è un matematico italiano, noto soprattutto per i suoi contributi all'algebra lineare numerica.

## Biografia
Nato a Milano da padre salentino di Monteroni in provincia di Lecce e madre milanese, sposato con una donna originaria di Taurisano, ha studiato presso il liceo classico Manzoni di Milano, diplomandosi con il più alto voto nel nord Italia, insieme con Enrico Camporesi. Laureato in Fisica all'Università Statale di Milano, ha svolto per sette anni ricerca presso il Centro Calcolo del CISE, un centro di ricerche nucleari, dove si è occupato fra l'altro della determinazione della temperatura interna di un reattore nucleare nota la temperatura esterna e della parte matematica delle prime centraline italiane per la misura dell'inquinamento atmosferico.
Nel 1976 ha cominciato ad insegnare all'Università degli Studi di Bergamo, dove è stato professore ordinario di ricerca operativa fino al pensionamento, nel 2015. Ha svolto l'attività di ricerca per alcuni anni all'estero in atenei quali: Stanford University, Università di Würzburg, Università di Essex, Università dell'Hertfordshire
ed ha attivato ampi contatti con ricercatori dell'Europa dell'Est, della Cina e dell'Iran. È stato il primo non cinese ad ottenere in Cina un dottorato in matematica.
Le sue attività di ricerca sono documentate in circa 600 pubblicazioni, fra le quali alcune monografie e vari volumi di atti dei convegni da lui organizzati, ed hanno riguardato:
- La teoria dei metodi quasi-newtoniani per ottimizzazione nonlineare e sviluppo dei metodi ABS per sistemi algebrici lineari, nonlineari, ottimizzazione nonlineare con e senza vincoli lineari, sistemi diofantei; in questo ambito ha contribuito a generalizzare un fondamentale teorema di Eulero ed a definire un metodo generale per risolvere il decimo problema di Hilbert lineare.
- Sviluppo di software ABS nel package ABSPACK.
- Soluzione di problemi di matematica applicata nel campo della ottimizzazione del consumo carburante ed emissioni inquinanti delle auto.
- Analisi delle catastrofi descritte nei testi antichi, fra cui in particolare quelle di Deucalione-Fetonte, di Atlantide e la prima della quattro catastrofi dei Maya dovuta a fuoco e a vento.
- Una nuova teoria per l'origine della Luna come cattura del satellite di un corpo passato vicino alla Terra verso il 9450 a.C.
- Prima traduzione dal latino dell'opera del quinto secolo Cosmographia di Aethicus Ister[3], contenente inattese informazioni sui fiumi dell'India e del Tibet
- Problemi di identificazione di luoghi citati nei testi antichi, ad esempio: Eden, Ofir, itinerario di Gilgamesh ed Atlantide.
- Questioni musicologiche relative ad Andrea Luchesi, Arturo Toscanini, Magda Olivero.
- Un volume dedicato a 108 incontri con artisti che hanno amato Puccini, in particolare cantanti sia in vita che ricordati da parenti o biografi

Emilio Spedicato si occupa inoltre della modellizzazione della esplosione di Fetonte, nel cui ambito, fra l'altro, può essere proposta una spiegazione del biblico passaggio del Mar Rosso da parte di Mosè.